# Ontgroening (demografie)
Ontgroening is het afnemen van het aandeel jongeren in de bevolking als gevolg van een afname van het geboortecijfer, vaak door het aflopen van een geboortegolf. Een relatief groot jeugdcohort zal volwassen worden en daarmee tot het middensegment toetreden, en een kleiner jeugdsegment blijft achter.
Het gevolg van ontgroening is een stijging van de gemiddelde en de mediane leeftijd van de bevolking en een toename van het aandeel werkenden op de totale bevolking. De gevolgen hiervan (kunnen) zijn:
- De kosten van sociale verzekeringen op basis van het omslagstelsel dalen, maar zullen in de toekomst toenemen wanneer deze relatief grote groep werkenden 65 wordt;
- Ontgroening leidt tot vergrijzing. In het begin is deze echter marginaal, omdat het aandeel jongeren niet alleen wordt afgezet tegen het aandeel ouderen, maar ook tegen het aandeel van het (grote) middensegment.
- De behoefte aan scholen en onderwijzend personeel zal afnemen;
- Het zal tijdelijk kunnen leiden tot een groter aanbod op de arbeidsmarkt en dus werkloosheid.
- Deze werkloosheid treft vooral de starters op de arbeidsmarkt, waarvan een deel buiten de boot zal vallen. Omdat jongvolwassenen toch al vatbaarder zijn voor nieuwe ideeën en hun onvrede sneller ventileren. Dit kan sociale onrust tot gevolg hebben; zo kan de onrust uit het jaar 1968 worden herleid tot de naoorlogse geboortegolf, en de val van Ceaușescu tot de generatie die door decreet 770 werd gecreëerd. Ook de Arabische Lente kan worden herleid tot een door de demografische overgang gecreëerde ontgroening in veel Arabische landen.

Ontgroening vormt een demografische fase in een land waar de leefomstandigheden sterk zijn verbeterd. Na het sterftecijfer is ook het geboortecijfer gedaald, en de voorheen piramidevormige leeftijdsopbouwdiagrammen van een land zullen nu de urnvorm aannemen. Als het geboortecijfer en sterftecijfer dan stabiliseren, blijft de urnvorm gehandhaafd. De ontgroening (en vergrijzing) is gestopt. Het absolute aantal jongeren kan nog wel blijven dalen, het aandeel jongeren blijft echter gelijk.